# رابطة الدوري السعودي للمحترفين
رابطة الدوري السعودي للمحترفين أو رابطة دوري المحترفين السعودي، هي هيئة تعنى بتظيم وتطوير وحل إشكالات الدوري السعودي للمحترفين، وهي تابعة للاتحاد السعودي لكرة القدم، ولكنها مستقلة مادياً وإدارياً.
تحافظ على كافة الحقوق التجارية للأندية وشعاراتها، ومسابقات الدوري للفئة الممتازة، تم استحداثها في عام 2008، بمسمى «هيئة»، وفي فبراير 2012 حُولت إلى رابطة.

## المهام
- فرض القواعد واللوائح التنظيمية، وإدارة وتنظيم دوري المحترفين.
- تحقيق مصلحة الأندية الأعضاء في الدوري وتمثيلهم.
- تساعد في تنمية الأندية من خلال توجيهها وتقديم الاستشارات.
- وضع مراقبين ومنسقيين لمباريات الدوري.
- توزيع المخصصات المالية على الأندية.
- التعاون مع الاتحاد الدولي لكرة القدم والجهات المعنية بالأمر، فيما يتعلق بالمنافسات الدولية وقوانين اللعبة.[1]

## الأهداف
- الوصول بالدوري السعودي للمحترفين للمراكز العشرة الأولى في العالم.
- رفع المدخول المادي للأندية من خلال إعطاءهم صلاحية بإنشاء شركات تجارية تابعة لها.
- تطوير وتأهيل الكوادر العاملة في الأندية والرابطة.
- تطوير المادة الإعلامية والإعلام الإلكتروني الخاص بالرابطة.
- تنظيم حفل الختام والتتويج للدوري، وحفل توزيع الجوائز.
- تنظيم مباراة بين نجوم الدوري وأحد الفرق والمنتخبات العالمية.[1]

## رؤساء مجلس الإدارة
- الأمير نواف بن فيصل بن فهد آل سعود (أغسطس 2008 إلى فبراير 2012)
- محمد النويصر (فبراير 2012 إلى يناير 2016)
- ياسر بن حسن بن محمد المسحل (يناير 2016 إلى أكتوبر 2017)
- عادل بن محمد عزت (ديسمبر 2017 إلى مارس 2018)
- مسلي آل معمر (مارس 2018 إلى مارس 2020)[1]
- عبدالعزيز العفالق (سبتمبر 2020 حتى الآن)

## المديرون التنفيذيون
- محمد النويصر (أغسطس 2008 إلى فبراير 2012)
- ياسر بن حسن بن محمد المسحل (يوليو 2013 إلى يناير 2016)
- سعد اللذيذ (يونيو 2016 إلى يناير 2017)
- عبد العزيز الحميدي (يناير 2017 حتى الآن)[1]

## الأدوار والاختصاصات الرئيسية التي تقوم الرابطة بتنفيذها
- التنظيم والإدارة والتسويق لدوري الدرجة الممتازة.
- إنشاء ونشر وتعديل القواعد والتنظيمات الخاصة بالعمليات في دوري الدرجة الممتازة، واتخاذ كافة الخطوات لفرض القواعد واللوائح التنظيمية ذات الصلة.
- تمثيل الأندية الأعضاء والتصرف فيما يحقق مصلحتهم في جميع الأوقات.
- تقديم الخدمات التوجيهية والاستشارية للأندية الأعضاء حسب الضرورة للمساعدة في تنميتها، وقد يشمل ذلك الورش أو التوجيه أو أي شكل مناسب آخر من أشكال الدعم.
- تكليف المراقبين والمنسقين لمباريات دوري الدرجة الممتازة، وتملك الرابطة سلطة تعيين جهة خارجية لإدارة العملية إذا كان ذلك مناسباً.
- التفاوض وبيع جميع العقود التجارية فيما يخص دوري الدرجة الممتازة، وتملك الرابطة سلطة تعيين جهة خارجية لإدارة العملية إذا كان ذلك مناسباً.[3]
- إدارة وتشغيل الخدمات الإعلامية الملائمة لدوري الدرجة الممتازة.
- توزيع المخصصات المالية على الأندية الأعضاء.
- تطوير أنشطة المسؤولية الاجتماعية للأندية الأعضاء والشركات الخاصة بدوري الدرجة الممتازة.
- تطبيق لائحة تراخيص الأندية السعودية، حسب السلطات التي يفوضها الاتحاد للرابطة.
- التعاون مع الاتحاد ومجلس الاتحاد الدولي لكرة القدم والأطراف الأخرى المعنية في المملكة في كل الأمور المتعلقة بالمنافسات الدولية وقوانين اللعبة.[4]